# Umbilicaria spongiosa
Umbilicaria spongiosa är en lavart som beskrevs av C. W. Dodge & G. E. Baker. Umbilicaria spongiosa ingår i släktet Umbilicaria och familjen Umbilicariaceae.   Inga underarter finns listade i Catalogue of Life.